# Baie Anzac
La baie Anzac (en turc : Anzak Koyu et en anglais : Anzac Cove) est une baie du sud de la péninsule de Gallipoli en Turquie.
Lors de la bataille des Dardanelles pendant la Première Guerre mondiale, un débarquement y a lieu par les troupes du Corps d'armée australien et néo-zélandais (ANZAC).
Des scènes de guerre du film australien Gallipoli, de Peter Weir (1981), avec notamment Mel Gibson, se déroulent dans cette baie.

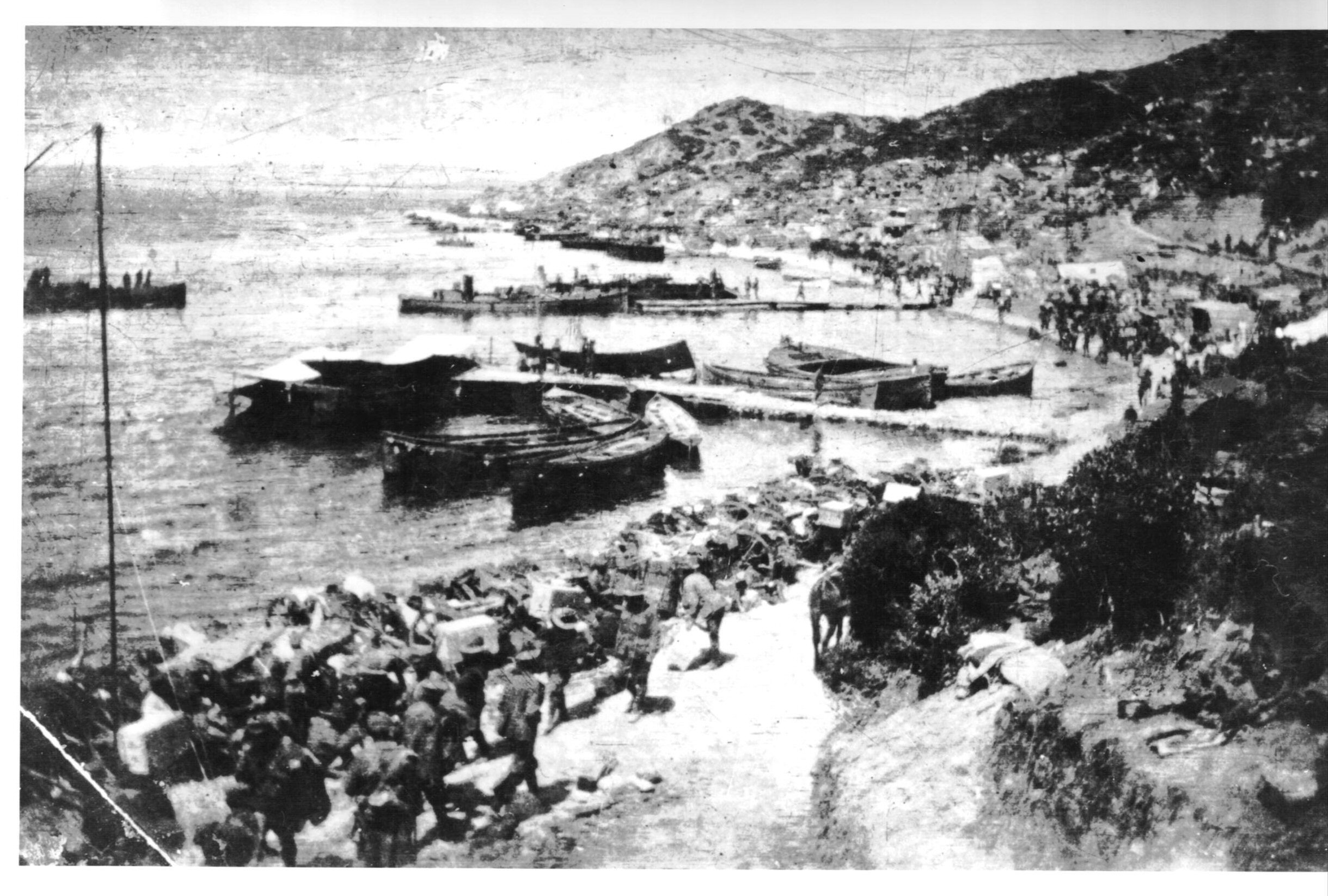
La baie Anzac à l'époque du débarquement.